# Dan Buthler
Dan Buthler, född 1965 i Rønne, Danmark, är en dansk civilekonom och författare. Buthler har studerat vid universiteten i Lund och Stockholm. Hans specialiteter är marknadsföring och internet. Han har arbetat som affärsutvecklare för internet på Dagens Nyheter och har varit konsult och egenföretagare.
Buthler debuterade 2007 med spänningsromanen mord.net, som är skriven tillsammans med Dag Öhrlund. Huvudperson i böckerna är kommissarien Jacob Colt som får lösa brott knutna till de problem den moderna människan ställs inför.
Det amerikanska produktionsbolaget "Hollywood Gang Productions" köpte under 2009 filmrättigheterna för mord.net. 
Utöver Colt har också psykopaten Christopher Silfverbielke förekommit i flera av författarparets böcker. Christopher Silfverbielke förekommer i böckerna En nästan vanlig man, Grannen, Återvändaren, Uppgörelsen, Erövraren, Hämnaren, Motvind, Uppståndelsen samt Kejsaren.

### Böcker om Jacob Colt
- 2007 – Mord.net – Jacob Colt (del 1) med Dag Öhrlund
- 2008 – En nästan vanlig man – Jacob Colt (del 2) med Dag Öhrlund
- 2009 – Förlåt min vrede – Jacob Colt (del 3) med Dag Öhrlund
- 2010 – Grannen – Jacob Colt (del 4) med Dag Öhrlund
- 2010 – Ares Tecken – Jacob Colt (del 5) med Dag Öhrlund
- 2012 – Återvändaren – Jacob Colt (del 6) med Dag Öhrlund
- 2013 – Uppgörelsen – Jacob Colt (del 7) med Dag Öhrlund
- 2014 – Erövraren – Jacob Colt (del 8) med Dag Öhrlund
- 2015 – Hämnaren – Jacob Colt (del 9) med Dag Öhrlund
- 2016 – Motvind – Jacob Colt (del 10) med Dag Öhrlund
- 2017 – Uppståndelsen – Jacob Colt (del 11) med Dag Öhrlund
- 2018 – Kejsaren – Jacob Colt (del 12) med Dag Öhrlund

### Böcker om Alex Storm
- 2019 – En perfekt storm – Alex Storm (del 1) med Leffe Grimwalker
- 2020 – Kastvindar – Alex Storm (del 2) med Leffe Grimwalker
- 2021 – Stormfödd – Alex Storm (del 3) med Leffe Grimwalker
- 2021 – Isstorm – Alex Storm (del 4) med Leffe Grimwalker

### Böcker om Gabriel Creuz
- 2024 –  Rök utan eld. Gabriel Creuz (del 1). Stockholm: Norstedts. Libris 0jx3dtzpxc3j9zgf. ISBN 9789113123493
- 2025 –  Böra sin sköld. Gabriel Creuz (del 2). Stockholm: Norstedts. Libris tdgc65clr2l23934. ISBN 9789113123516

### Böcker om Nicholas Shy
- 2011 – Jordens väktare – Nicholas Shy (del 1) med Dag Öhrlund